# Burgille
Burgille est une commune française située dans le département du Doubs, la région culturelle et historique de Franche-Comté et la région administrative Bourgogne-Franche-Comté.
Ses habitants se nomment les Burgillois et Burgilloises.

## Géographie
Délaissant les rives de l'Ognon et du ruisseau du Moulin de Chazoy trop facilement inondables, la communauté de Burgille s'est établie sur les premiers mouvements de terrain au sud de la rivière.

### Communes limitrophes
Les communes limitrophes sont  Chenevrey-et-Morogne, Courchapon, Lavernay, Marnay et Ruffey-le-Château.

### Climat
Pour des articles plus généraux, voir Climat de la Bourgogne-Franche-Comté et Climat du Doubs.
En 2010, le climat de la commune est de type climat des marges montargnardes, selon une étude du Centre national de la recherche scientifique s'appuyant sur une série de données couvrant la période 1971-2000. En 2020, Météo-France publie une typologie des climats de la France métropolitaine dans laquelle la commune est exposée à un climat semi-continental et est dans la région climatique  Jura, caractérisée par une forte pluviométrie en toutes saisons (1 000 à 1 500 mm/an), des hivers rigoureux et un ensoleillement médiocre. 
Pour la période 1971-2000, la température annuelle moyenne est de 10,6 °C, avec une amplitude thermique annuelle de 17,3 °C. Le cumul annuel moyen de précipitations est de 1 005 mm, avec 12,7 jours de précipitations en janvier et 9 jours en juillet. Pour la période 1991-2020, la température moyenne annuelle observée sur la station météorologique de Météo-France la plus proche, « Dannemarie-sur-Crète », sur la commune de Dannemarie-sur-Crète à 10 km à vol d'oiseau, est de 11,3 °C et le cumul annuel moyen de précipitations est de 1 066,6 mm. 
La température maximale relevée sur cette station est de 39,9 °C, atteinte le 25 juillet 2019 ; la température minimale est de −22 °C, atteinte le 9 janvier 1985,,. 
Les paramètres climatiques de la commune ont été estimés pour le milieu du siècle (2041-2070) selon différents scénarios d'émission de gaz à effet de serre à partir des nouvelles projections climatiques de référence DRIAS-2020. Ils sont consultables sur un site dédié publié par Météo-France en novembre 2022.

## Urbanisme

### Typologie
Au 1er janvier 2024, Burgille est catégorisée commune rurale à habitat dispersé, selon la nouvelle grille communale de densité à 7 niveaux définie par l'Insee en 2022.
Elle est située hors unité urbaine. Par ailleurs la commune fait partie de l'aire d'attraction de Besançon, dont elle est une commune de la couronne,. Cette aire, qui regroupe 310 communes, est catégorisée dans les aires de 200 000 à moins de 700 000 habitants,.

### Occupation des sols
L'occupation des sols de la commune, telle qu'elle ressort de la base de données européenne d’occupation biophysique des sols Corine Land Cover (CLC), est marquée par l'importance des territoires agricoles (62,9 % en 2018), une proportion identique à celle de 1990 (62,9 %). La répartition détaillée en 2018 est la suivante : 
forêts (33,9 %), prairies (26,6 %), zones agricoles hétérogènes (26 %), terres arables (10,3 %), zones urbanisées (3,2 %), eaux continentales (0,1 %). L'évolution de l’occupation des sols de la commune et de ses infrastructures peut être observée sur les différentes représentations cartographiques du territoire : la carte de Cassini (XVIIIe siècle), la carte d'état-major (1820-1866) et les cartes ou photos aériennes de l'IGN pour la période actuelle (1950 à aujourd'hui).

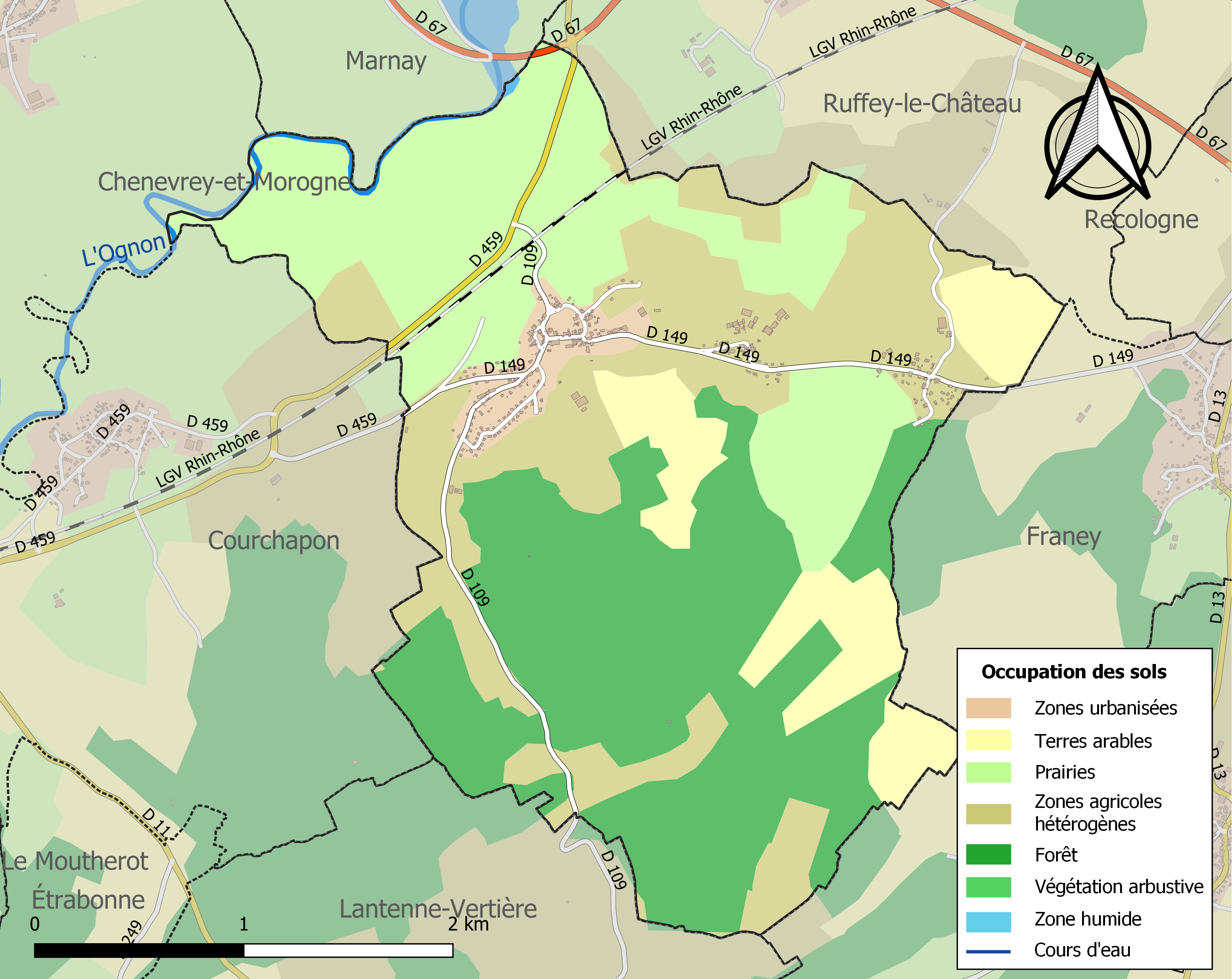
Carte des infrastructures et de l'occupation des sols de la commune en 2018 (CLC).

## Toponymie
Burgille : Vigilias en 1120 ; Vergylles, Bregillis en 1130 ; Vegeles, Bergelles en 1137 ; Burgillas en 1185 ; Bergilis en 1234 ; Burgilles en 1258 ; Burgeilles en 1308 ; Burgilles en 1314 ; Burgille depuis 1443.
Chazoy : Chasoy en 1755.
Cordiron : Cordyrum en 1223 ; Cordiront en 1518 ; Courdiron en 1666.

## Histoire
Chazoy était une seigneurie de Cordiron.
Burgille fut le village natal de la mère de Proudhon et aussi le lieu de sa mort. Proudhon y passa une partie de son enfance comme bouvier.
En 1972, une fusion a réuni les trois villages de Burgille, Chazoy et Cordiron.
À Burgille, en 2005, des fouilles géologiques ont mis au jour les vestiges d’une installation romaine du Bas-Empire située à proximité d'une villa occupée du Ier au IVe siècle.

## Politique et administration

### Rattachements administratifs et électoraux
La commune fait partie de l'arrondissement de Besançon du département du Doubs,  en région Bourgogne-Franche-Comté. Pour l'élection des députés, elle dépend de la première circonscription du Doubs.
La commune faisait partie depuis 1793 du canton d'Audeux. Dans le cadre du redécoupage cantonal de 2014 en France, la commune fait désormais partie du canton de Saint-Vit.

### Intercommunalité
La commune faisait partie de la Communauté de communes des Rives de l'Ognon créée le 9 décembre 2002. Celle-ci a fusionné avec une autre pour former, le 1er janvier 2014 la communauté de communes du Val marnaysien, située principalement en Haute-Saône et en partie dans le département du Doubs, dont la commune est désormais membre.

### Liste des maires
| Période                                  | Période                     | Identité            | Étiquette | Qualité |
| ---------------------------------------- | --------------------------- | ------------------- | --------- | --- |
| Les données manquantes sont à compléter. |                             |                     |           | |
| mars 1975                                | mars 1995                   | Robert Charles      |           | |
| 1995                                     |                             | Claude Petitlaurent |           | |
| mars 2001                                | En cours (au 1er juin 2020) | Thierry Decosterd   | DVG       | Chef d'entreprise retraité Président de l'ex-CC des Rives de l'Ognon ( ? → 2013) Président de la CC du Val marnaysien (2014 → ) Réélu pour le mandat 2020-2026. |

Les hameaux de Chazoy et Cordiron, qui sont d'anciennes communes, disposent d'un maire délégué.

## Population et société

### Démographie
L'évolution du nombre d'habitants est connue à travers les recensements de la population effectués dans la commune depuis 1793. Pour les communes de moins de 10 000 habitants, une enquête de recensement portant sur toute la population est réalisée tous les cinq ans, les populations de référence des années intermédiaires étant quant à elles estimées par interpolation ou extrapolation. Pour la commune, le premier recensement exhaustif entrant dans le cadre du nouveau dispositif a été réalisé en 2005.

En 2022, la commune comptait 568 habitants, en évolution de +3,27 % par rapport à 2016 (Doubs : +1,88 %, France hors Mayotte : +2,11 %).
| 1793 | 1800 | 1806 | 1821 | 1831 | 1836 | 1841 | 1846 | 1851 |
| ---- | ---- | ---- | ---- | ---- | ---- | ---- | ---- | ---- |
| 284  | 291  | 289  | 284  | 273  | 264  | 264  | 264  | 249  |

| 1856 | 1861 | 1866 | 1872 | 1876 | 1881 | 1886 | 1891 | 1896 |
| ---- | ---- | ---- | ---- | ---- | ---- | ---- | ---- | ---- |
| 211  | 208  | 227  | 189  | 212  | 202  | 187  | 182  | 168  |

| 1901 | 1906 | 1911 | 1921 | 1926 | 1931 | 1936 | 1946 | 1954 |
| ---- | ---- | ---- | ---- | ---- | ---- | ---- | ---- | ---- |
| 163  | 158  | 148  | 132  | 125  | 124  | 128  | 137  | 120  |

| 1962 | 1968 | 1975 | 1982 | 1990 | 1999 | 2005 | 2006 | 2010 |
| ---- | ---- | ---- | ---- | ---- | ---- | ---- | ---- | ---- |
| 106  | 114  | 202  | 231  | 250  | 327  | 390  | 401  | 522  |

| 2015 | 2020 | 2022 | - | - | - | - | - | - |
| ---- | ---- | ---- | - | - | - | - | - | - |
| 548  | 574  | 568  | - | - | - | - | - | - |

### Médias et numérique
Le quotidien régional L'Est républicain relate les actualités de la commune dans son édition locale de Besançon. La chaîne de télévision France 3 Franche-Comté et la station de radio France Bleu Besançon relaient les informations locales.

### Cultes
Burgille dispose d'un seul lieu de culte de confession catholique, l'église de l'Assomption. Au sein du diocèse de Besançon, le doyenné de Banlieue - Val de l'Ognon regroupe six paroisses dont celle de Marnay-Recologne à laquelle appartient la commune. Pour les autres confessions, les lieux de cultes les plus proches (mosquées, synagogue, temple) sont tous situés à Besançon.

### Activités culturelles
Une salle de convivialité a été réalisée à Burgille avec le concours de l’association BCC Loisirs.

## Lieux et monuments

### Détail par hameau
Burgille

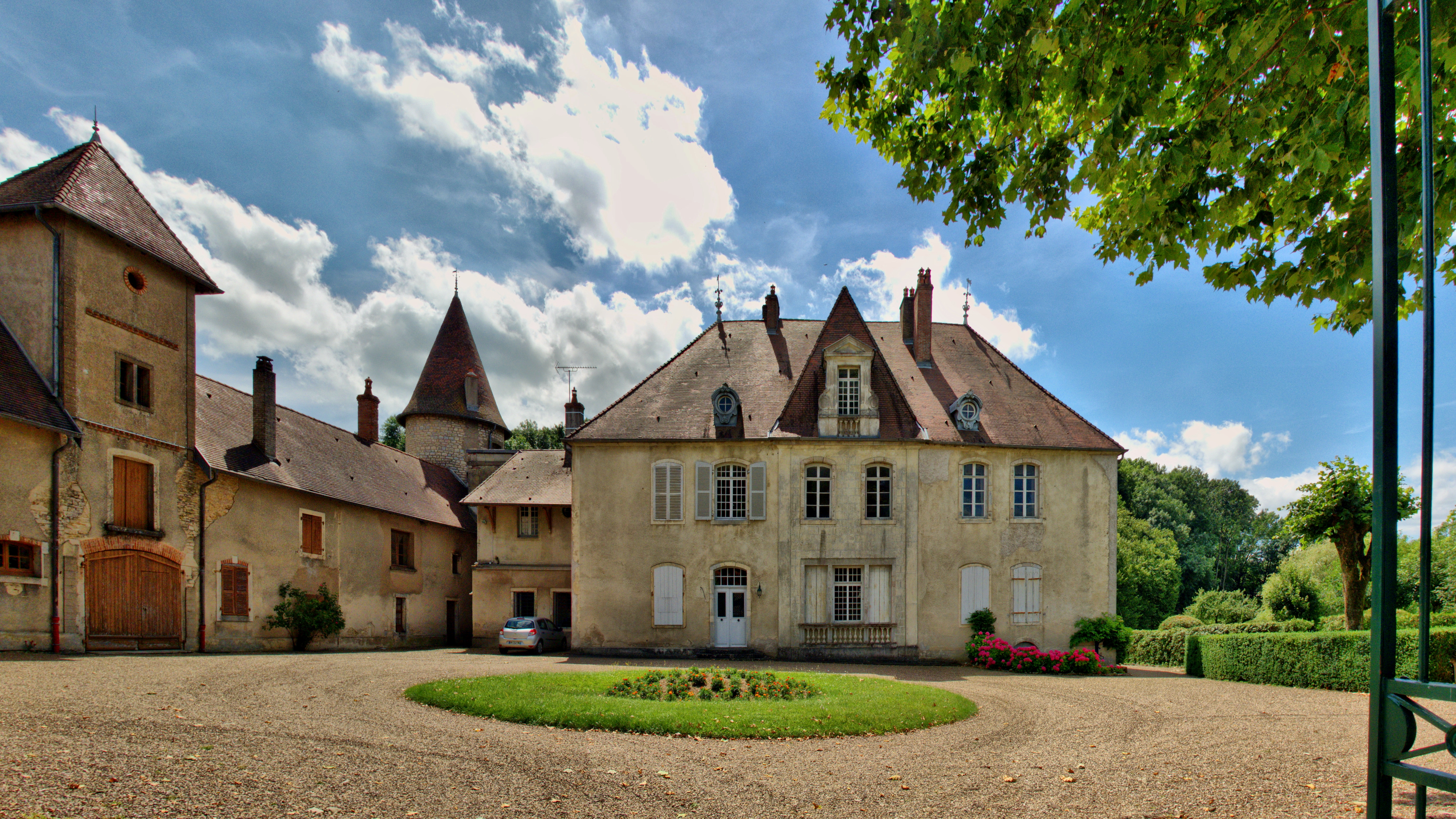
Le château de Burgille.

- Château de Burgille fut construit au XVIIIe siècle, mais il garde quelques traces de l'édifice précédent, qui datait des XVIe et XVIIe siècles. Les échauguettes ont été ajoutées en 1904.

Cordiron
- Château de Cordiron : une tour carrée est le seul vestige du château qui appartenait en 1366 à la famille d’Oiselay. En 1584, on pouvait encore voir un corps de logis avec une grange et une muraille allant le long de la tour avec un pont-levis et un pont gisant. On peut encore aujourd'hui observer les traces de ce pont-levis qui sont toujours visibles depuis la voie communale et la courtine qui relie la tour carrée,  autrefois donjon avec la tourelle d'escalier à vis datant du XVIe siècle.

En 1682, la maison de Bauffremont hérite de la seigneurie de Cordiron. Au XVIIIe siècle, la tour est utilisée comme prison,  les seigneurs de Cordiron ayant les droits de haute, moyenne et basse justice.
Au XIXe siècle, le château devient une exploitation agricole et subit de nombreux dommages par manque d'entretien.
Depuis le début du XXIe siècle, le château a changé de propriétaire et fait l'objet de diverses campagnes de restauration. Ces travaux de restauration visent à sauver l'édifice de la ruine, et à lui restituer son état d'origine. C'est en effet l'un des derniers châteaux de Franche-Comté qui possède un  donjon encore debout et d'une grande valeur historique pour la région. La toiture du donjon est remontée à l'identique en mars 2009, et la façade sud fait l'objet de travaux de maçonnerie visant à la consolider, son état menaçait la ruine. Le logis datant du XVIe siècle est remonté sur deux niveaux, on y accède par un escalier à vis du XVIe siècle. Les traces du pont-levis médiéval sont encore visibles dans le mur d'enceinte qui joint le donjon du XIIIe siècle et le corps de logis Renaissance.
Le château de Cordiron a fait l'objet d'une autre campagne de restauration en 2012, avec la pose de portes en chêne aux différentes ouvertures du donjon et la restitution du plafond à la française de la chambre du second étage du donjon. Puis,  en 2018,  les deux cheminées gothiques présentes au premier er deuxième étage du donjon,  ont été restaurées. Les enduits à la chaux d'origine,  dans les deux mêmes pièces,  font l'objet d'un projet de restauration (2020).
- Fontaine lavoir, construite en 1786 et rénovée en 2009, alimentée par une source située en contrebas du château fort[25]. Elle était utilisée par les habitants jusqu'en 1959, année où fut installée l'eau courante au village[26].
- On trouve aussi des vestiges de villas gallo-romaines.

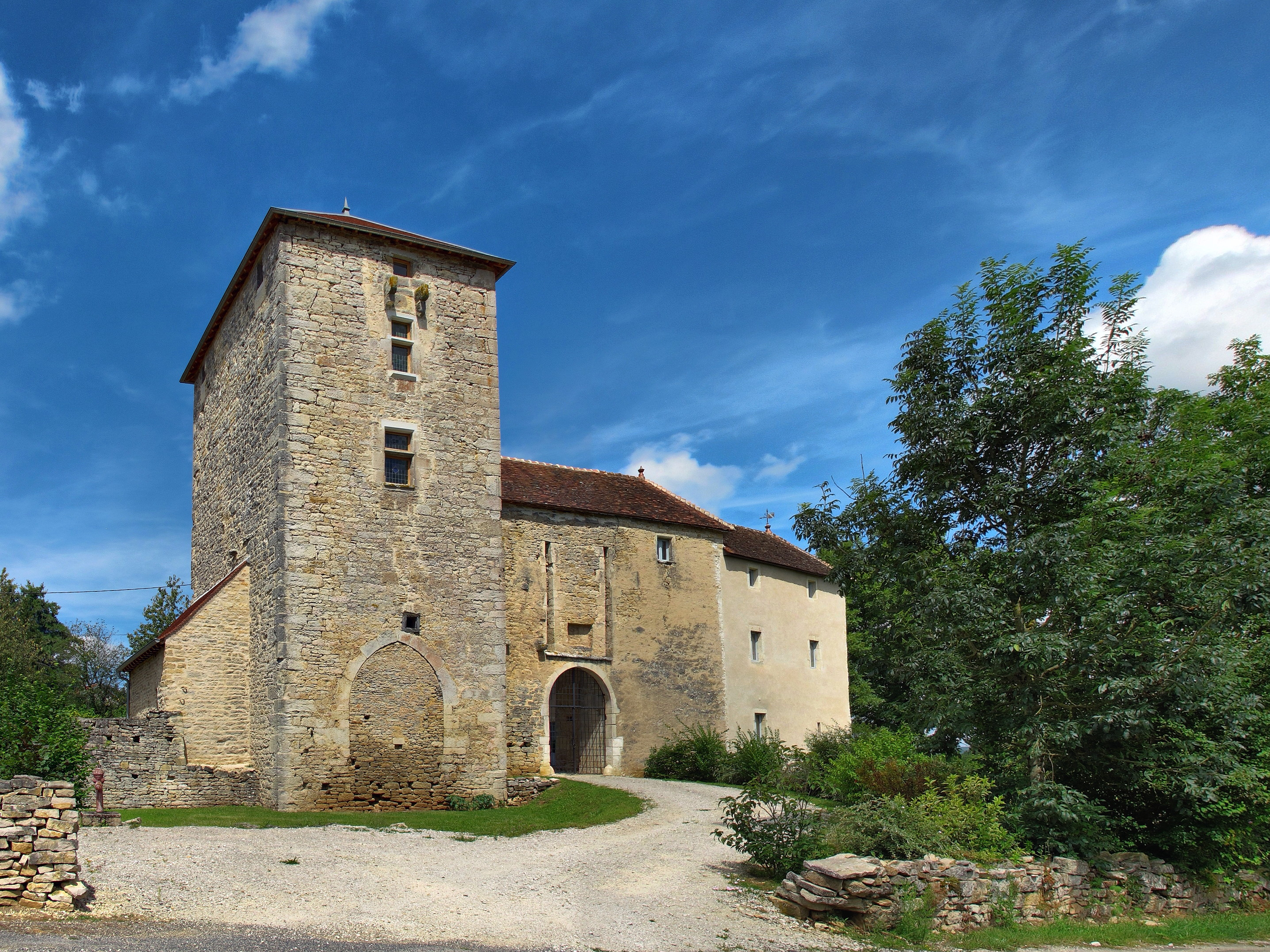
Le château de Cordiron.
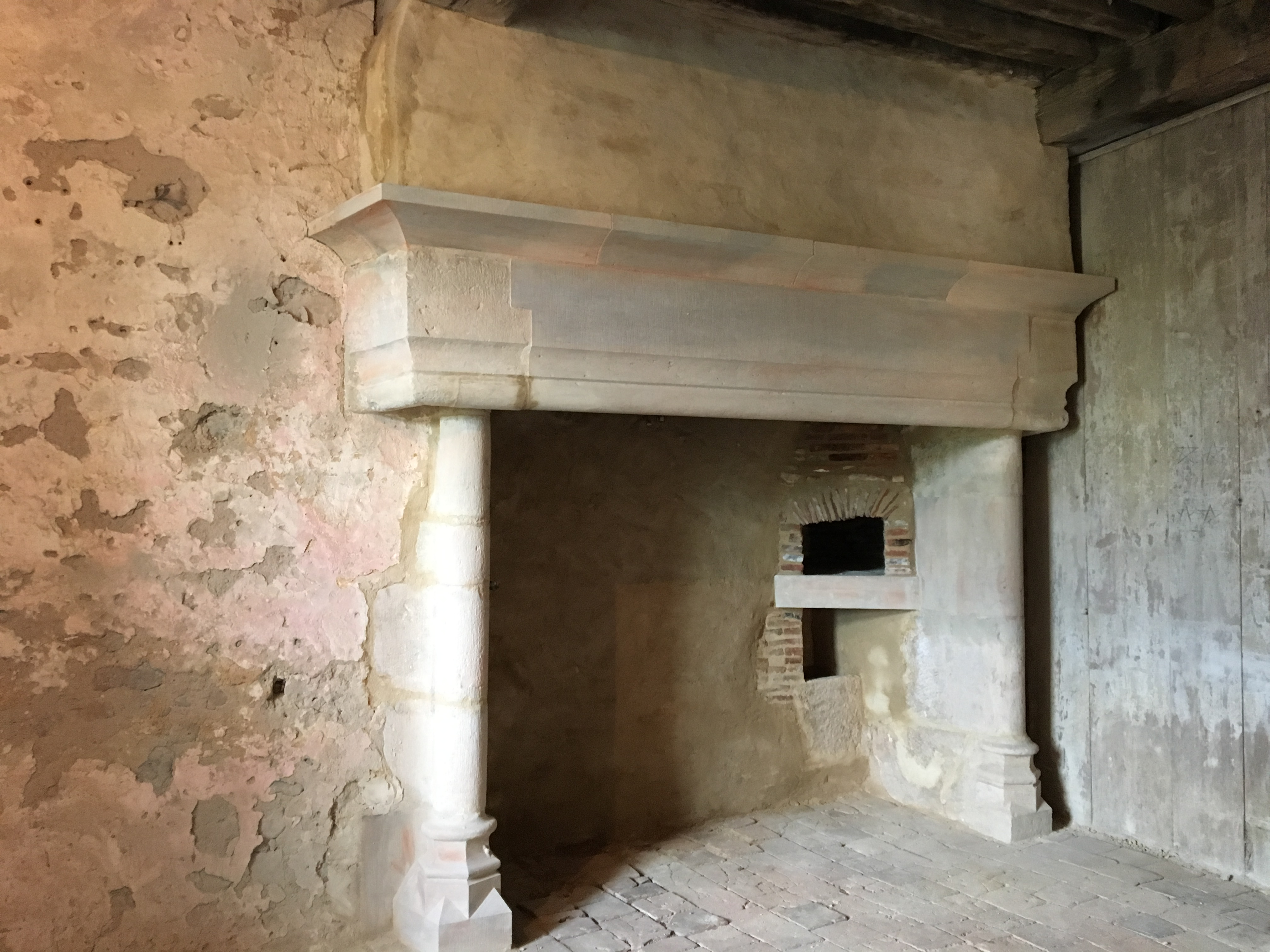
Cheminée du donjon après restauration.
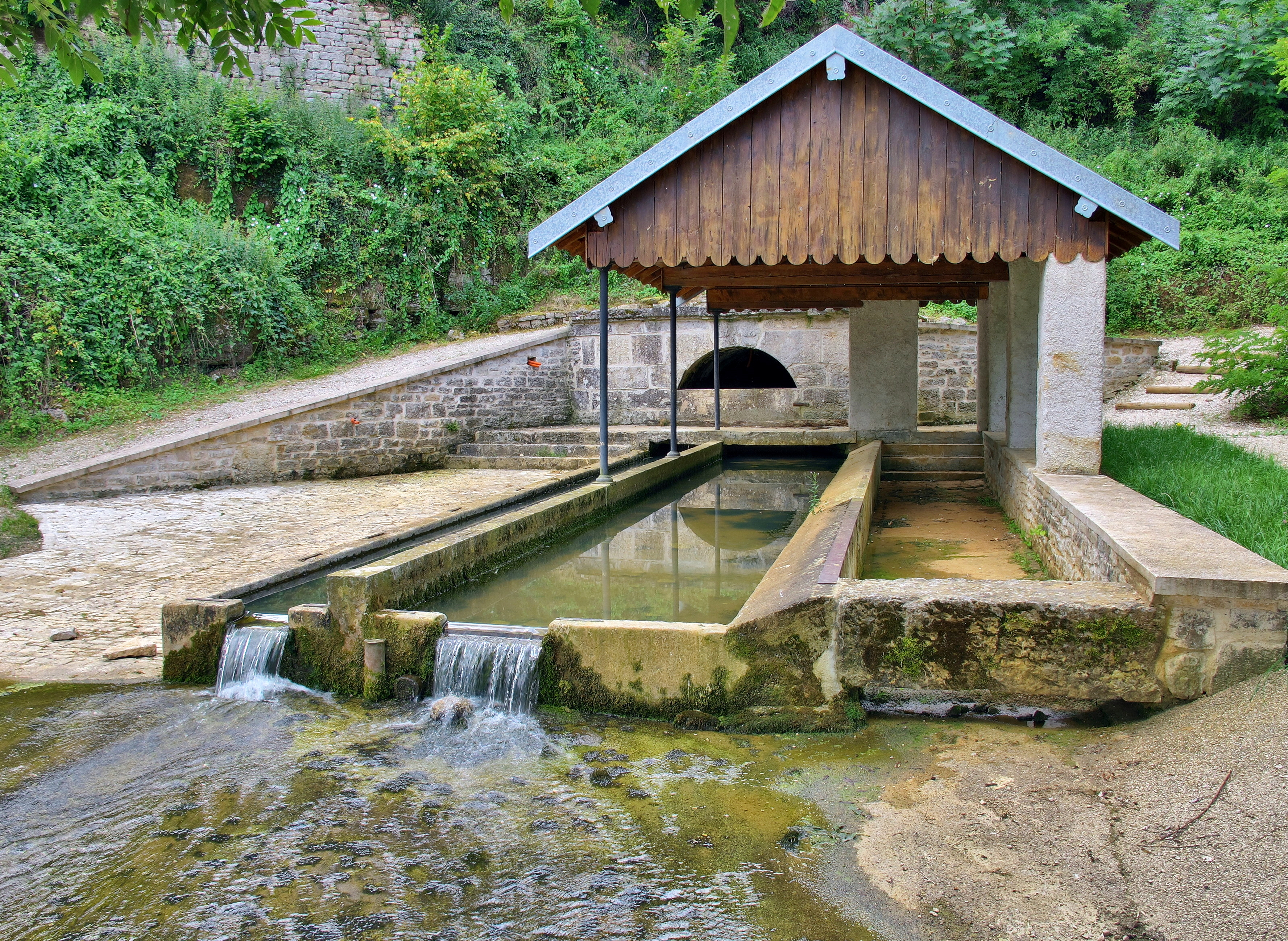
Le lavoir-abreuvoir de Cordiron.

Chazoy

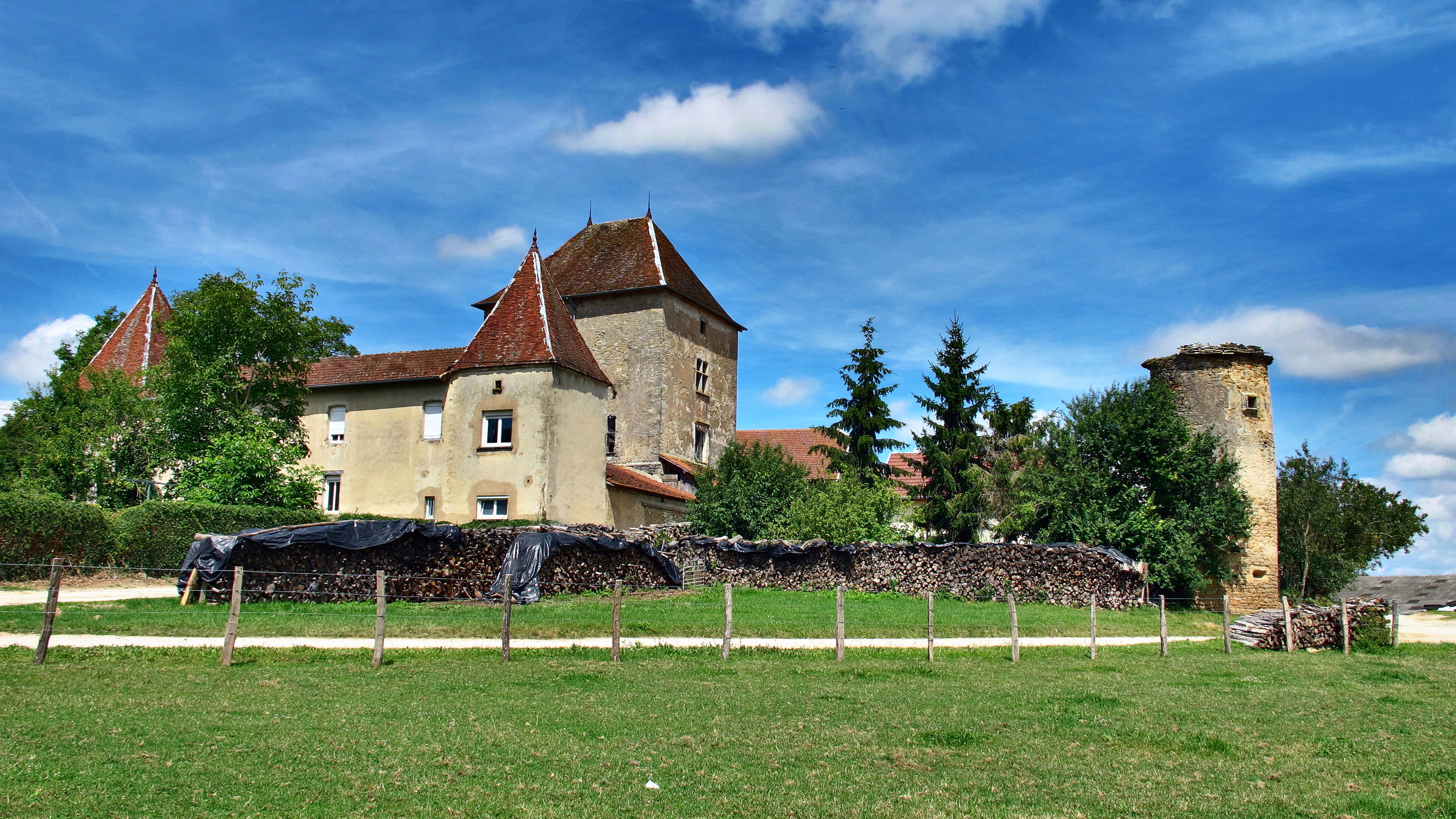
La ferme fortifiée de Chazoy.

- Une ferme fortifiée dominée par un donjon du XVIe siècle. Le bâtiment conserve sur sa façade est deux grandes fenêtres Renaissance, à l'ouest une tourelle d'escalier est plaquée contre le mur. La porte d'entrée surmontée d'une tour est d’époque plus récente.
- Le trésor des Séquanes au château de Chazoy, regroupant 20 000 monnaies évoquant toute l'histoire des échanges humains des origines de l'humanité à nos jours[27],[28].

### Détail par types
Vestiges préhistoriques et antiques
Villa gallo-romaine du Ier ou IIe siècle, la plus importante de Franche-Comté : substructions de 6 salles, galerie, cour, hypocauste, dallage, clous, tessons, tuiles.
Architecture civile
- Restes d'une construction XVIe – XVIIe siècle auxquels est accolé le château actuel du XVIIIe siècle.
- Château du XVIe siècle de Chazoy : donjon carré, transformé en exploitation agricole.
- Vestiges du château fort de Cordiron, démantelé sous Louis XIV : il subsiste la tour carrée, l'ancienne porte fortifiée, escalier à vis (IMH) et un corps de bâtiment de la fin du XVe siècle. Ce dernier en grande partie en ruine au début du XXe siècle a été en partie reconstruit à l'identique en 2002-2003.

Architecture religieuse
Église de style gothique flamboyant du XVIe siècle : nef unique, chœur rectangulaire, portail plein cintre, clocher-porche du XVe siècle voûté en berceau. Il n'y a pas d'église à Chazoy et Cordiron.

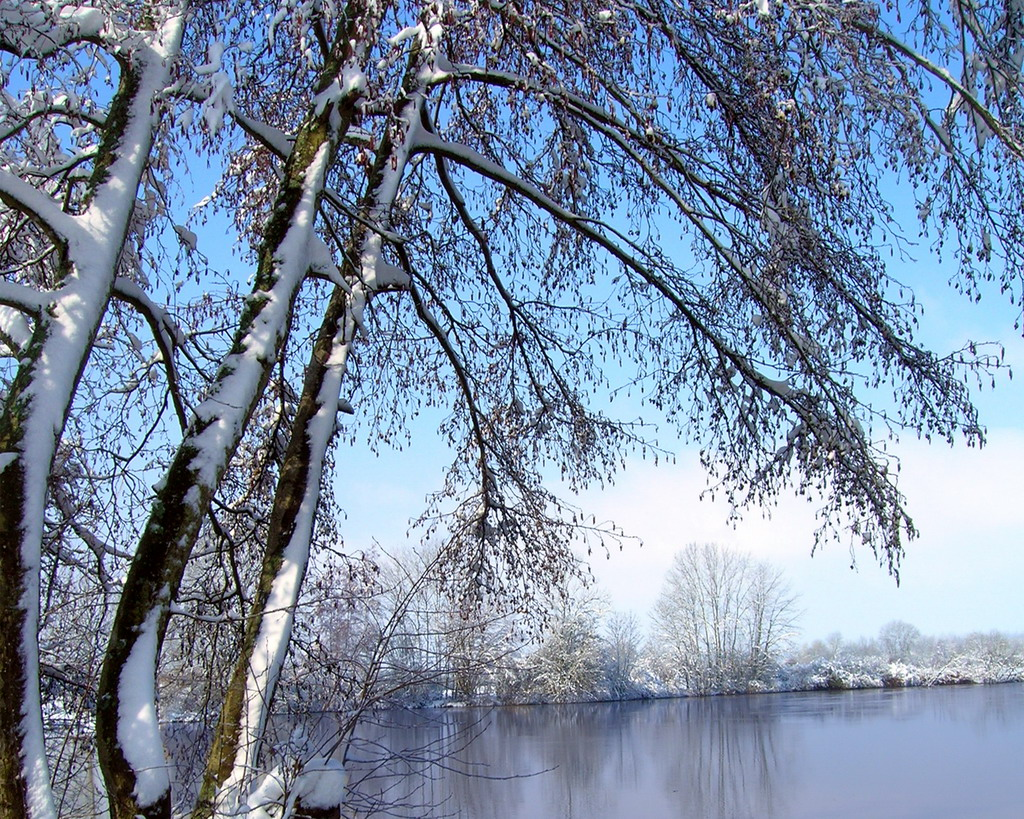
Vue sur L'Ognon.
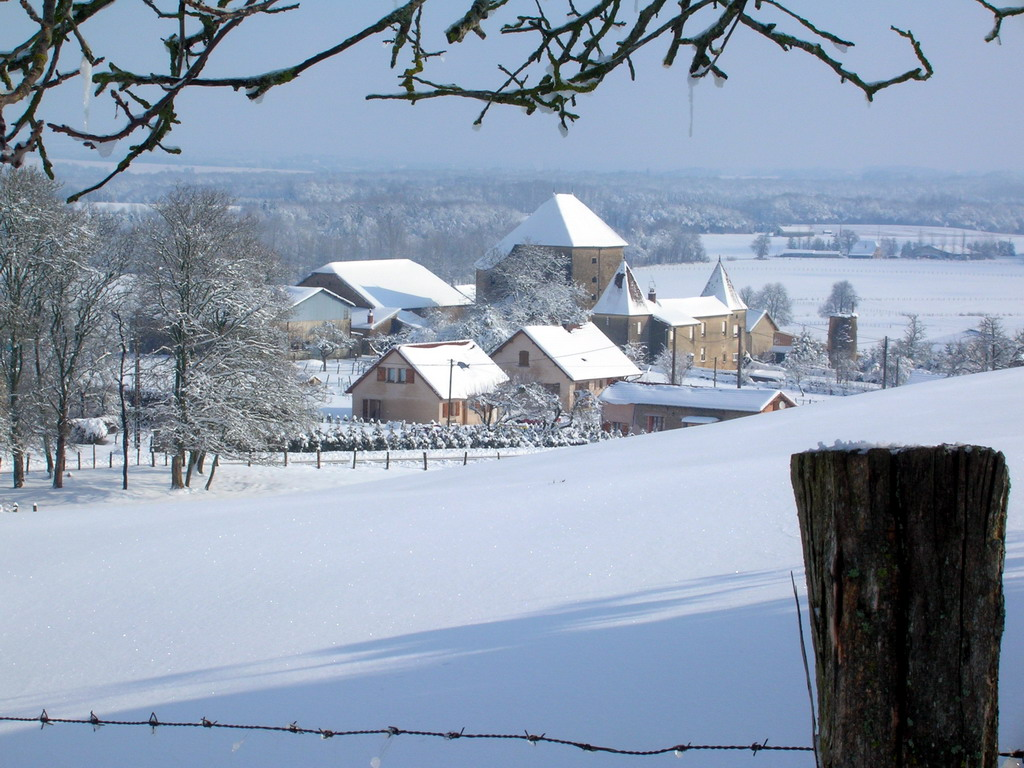
Vue sur Chazoy et la maison de maître.
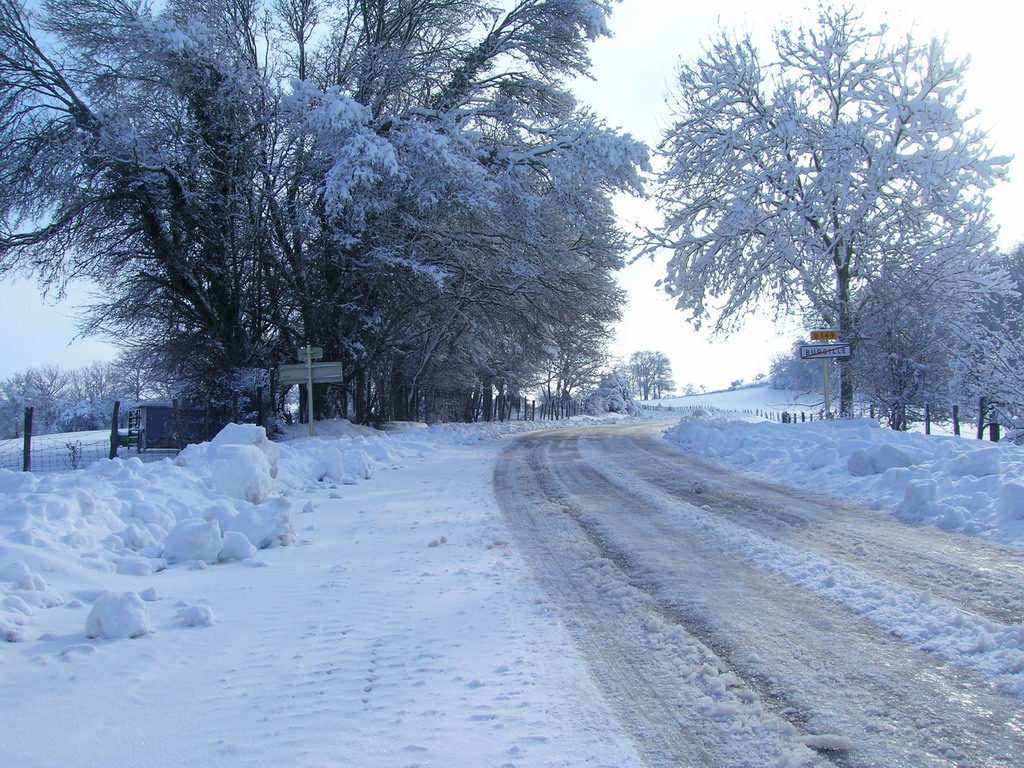
Route de Chazoy.
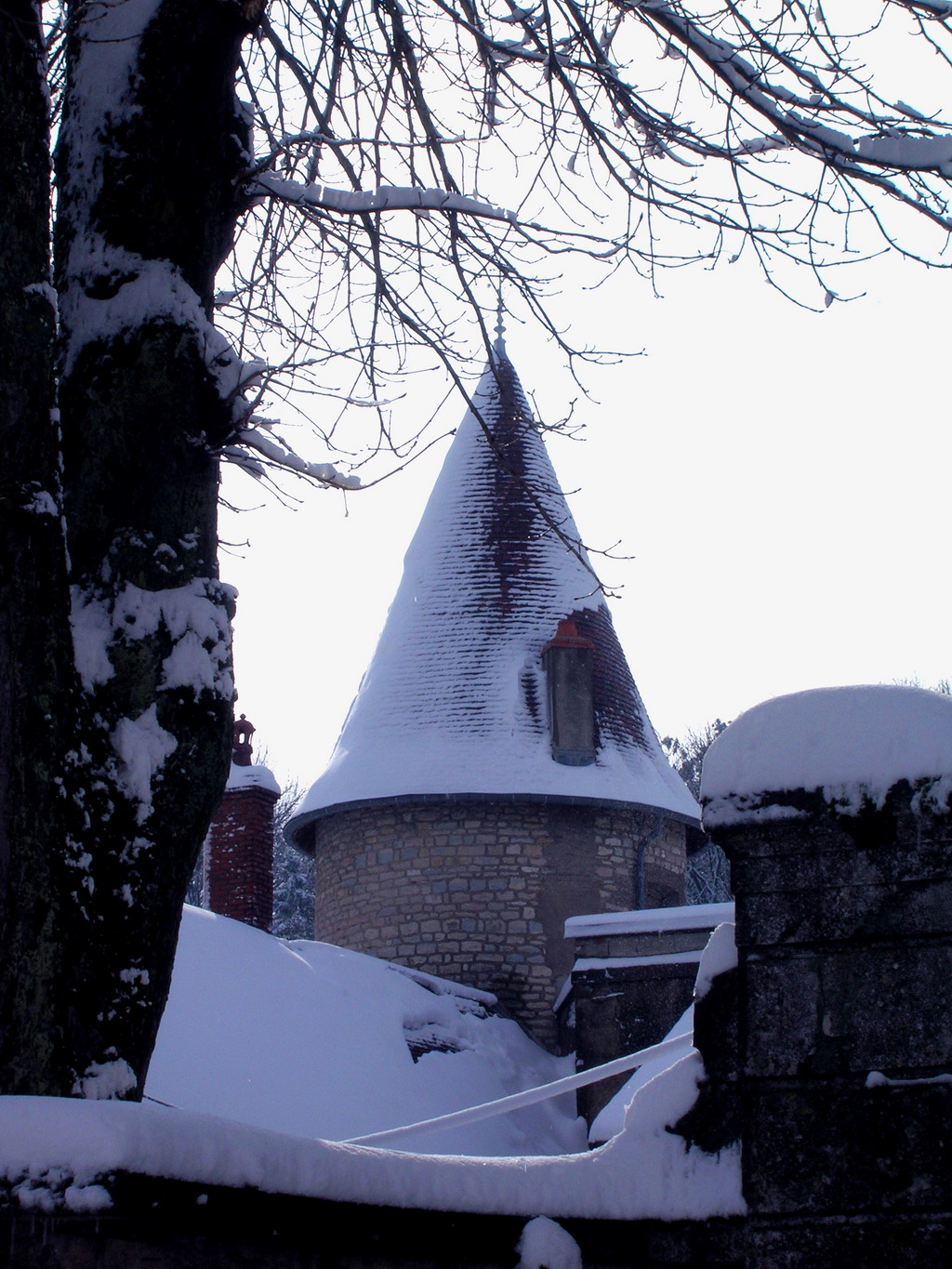
Une tour du chateau de Burgille.
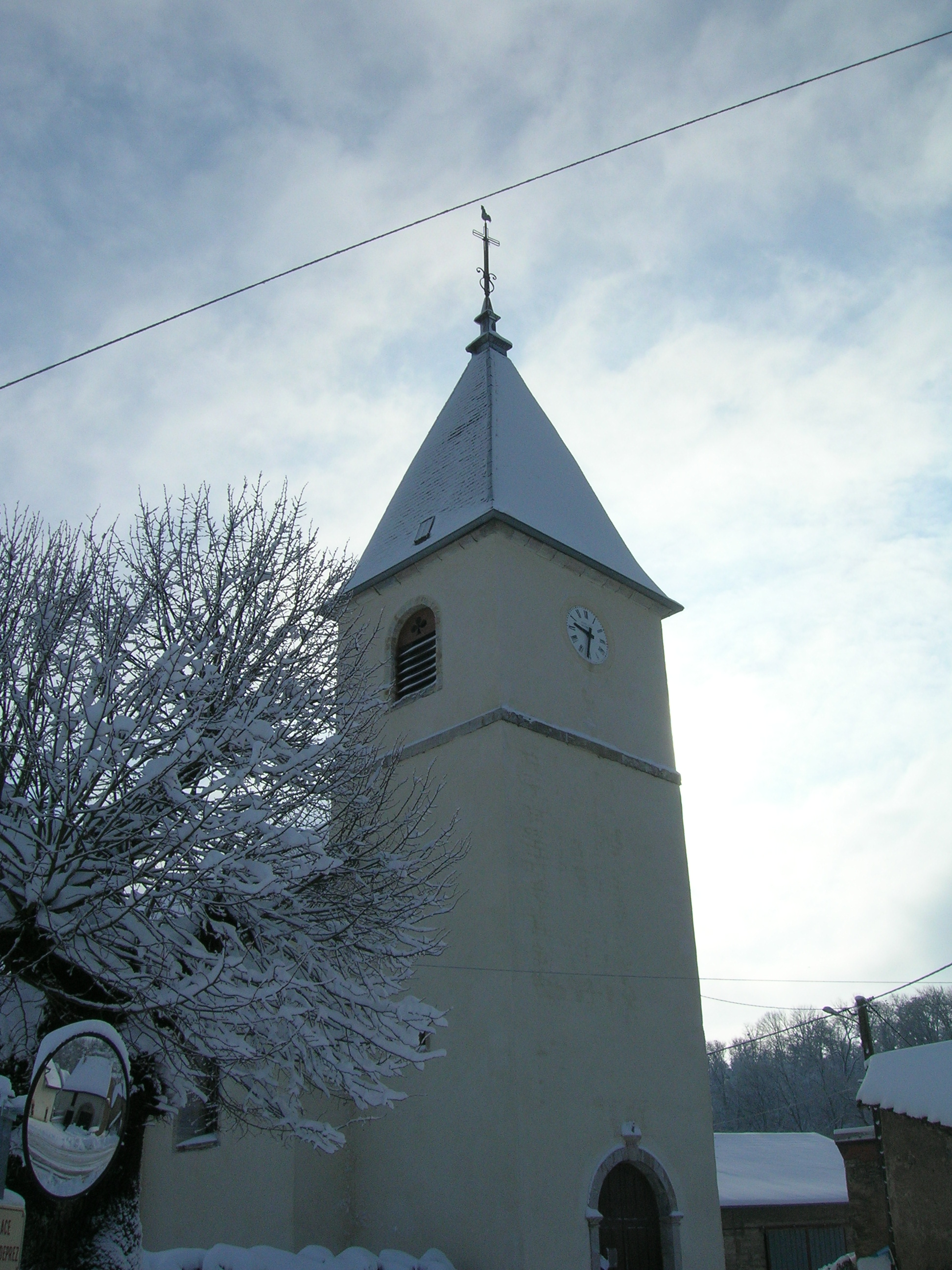
Le clocher de l'église.
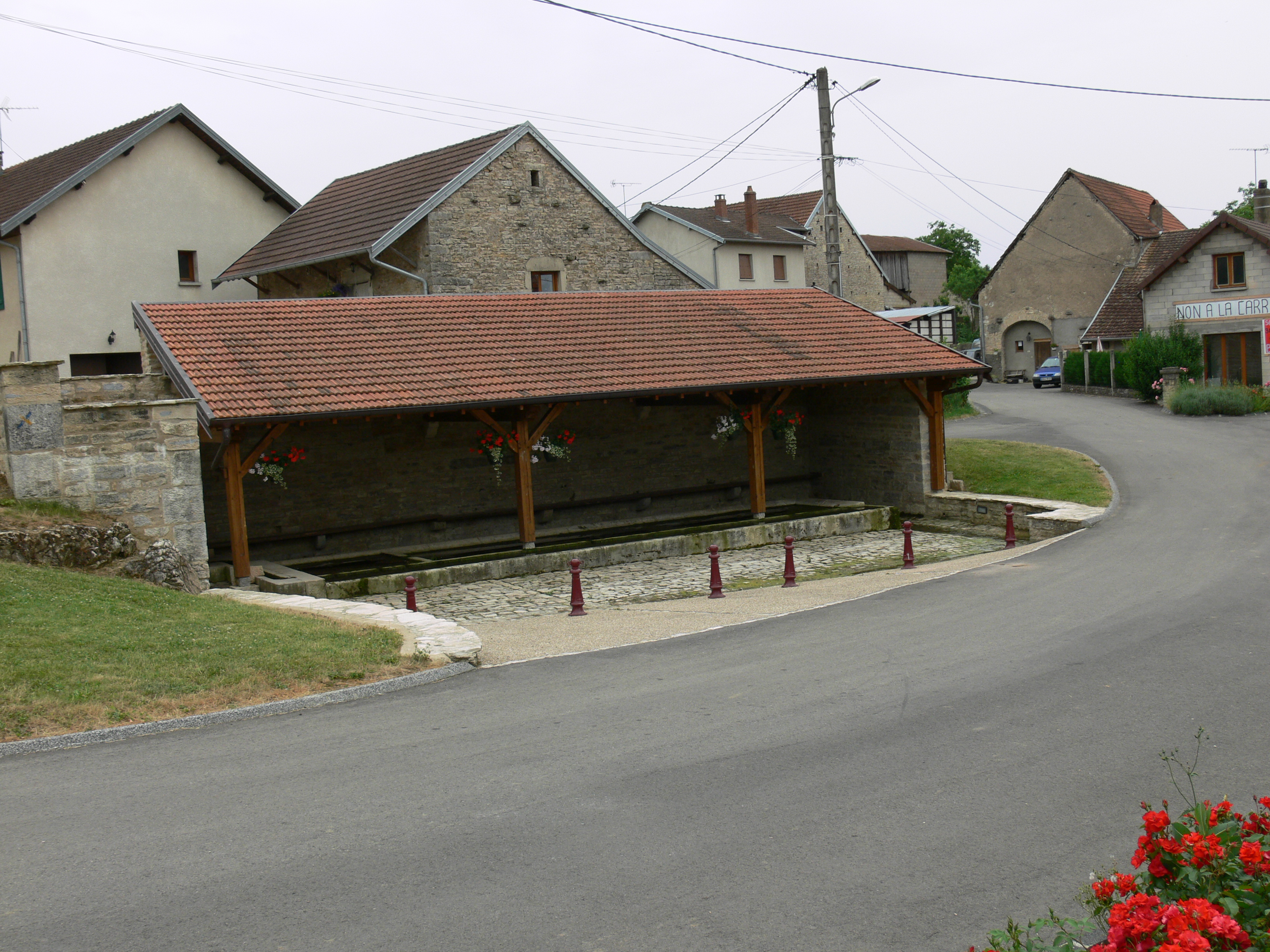
Le lavoir de Burgille.

### Personnalités liées à la commune
- Catherine Simonin, mère de Pierre-Joseph Proudhon, est née à Cordiron en 1774.